# Zuid-Beijerland
Zuid-Beijerland est un village qui fait partie de la commune de Hoeksche Waard dans la province néerlandaise de Hollande-Méridionale. Le 1er janvier 2001, le village comptait 2 407 habitants.
Zuid-Beijerland a été une commune indépendante jusqu'au 1er janvier 1984. Elle a fusionné avec Piershil, Goudswaard et Nieuw-Beijerland pour former la nouvelle commune de Korendijk.